# Wolfgang Viehweger
Wolfgang Viehweger (* 10. März 1935 in Heinersdorf in Oberschlesien; † 7. Mai 2021 in Herne) war ein deutscher Autor und Pädagoge.

## Leben
Wolfgang Viehwegers Eltern waren der Lehrer Josef Viehweger und dessen Ehefrau Herta. Nach der Vertreibung ließ sich die Familie in Spelle nieder. Viehweger studierte Geschichte und Germanistik auf Lehramt. Seine erste Stelle erhielt er am Gymnasium Paulinum in Münster. Im Jahr 1963 ging Viehweger ins Ruhrgebiet nach Herne, wo er im Stadtteil Röhlinghausen lebte.
Bis zu seiner Pensionierung im Jahre 1995 unterrichtete er an Schulen in Wanne-Eickel und Herne. Von 1985 bis 1995 war er der erste Schulleiter der neuerrichteten Mont-Cenis-Gesamtschule in Herne-Sodingen.
Viehweger war u. a. Verfasser von Belletristik und populärwissenschaftlicher Literatur über Fußball, Sagen und Heimatgeschichte von Wanne-Eickel, Herne und Umgebung.
Er war Mitglied im Deutscher Schriftstellerverband und erster Vorsitzender des Kulturvereins Herner Netz und wurde mit dem Bundesverdienstkreuz geehrt.
Begraben ist Viehweger auf dem Katholischen Friedhof St. Marien in Eickel.

## Publikationen (Auswahl)
- Boshaftes mit Liebe... Begegnungen von Tieren und anderen Menschen. Geschichten. Frisch-Texte-Verlag, Herne 2000, ISBN 3-933059-02-X
- Spaziergang im Eichenwald...: Herrenhäuser im Emscherland. Mit Zeichnungen von Wolfgang Ringhut. Gesellschaft für Heimatkunde Wanne-Eickel, Herne 2001, ISBN 3936452067
- Die Grafen von Westphalen. Ein Geschlecht aus dem Uradel unseres Landes. Aschendorff, Münster 2003, ISBN 3402054809
- Tierfabeln in Wanne-Eickel, Herne und Europa. Gesellschaft für Heimatkunde Wanne-Eickel, Herne 2004, ISBN 3-936452-09-1
- Tribüne Ruhrgebiet – Stadtgeschichte und Fußball an Ruhr und Emscher. Klartext-Verlag, ISBN 3-89861-463-8
- Eine Stadt mit vielen Gesichtern – Kulturführungen in Herne und Wanne-Eickel.
- Die Grafen von Westerholt-Gysenberg.
- Spur der Kohle… Frisch-Texte-Verlag, Herne 2013, ISBN 978-3-933059-03-1
- Wäre nicht der Bauer – hätten wir kein Brot, Frisch-Texte-Verlag, Herne, ISBN 978-3-933059-44-4
- Stanislaw Mikolajczyk – Kämpfer für die Freiheit. Frisch-Texte-Verlag, Herne 2014, ISBN 978-3-933059-51-2
- Stanislaw Mikolajczyk – Kämpfer für die Freiheit (Polnische Ausgabe/Wydanie I, polskie) Frisch-Texte-Verlag, Herne 2016, ISBN 978-3-933059-57-4
- Laurentiuskirchweih – Die Kapelle von Crange und wie alles begann. Frisch-Texte-Verlag, Herne 2020, ISBN 978-3-933059-64-2